# Oberaarbach
Der Oberaarbach ist ein knapp 7½ Kilometer langer Bergbach im Berner Oberland und der erste grössere Zufluss zur Aare auf deren orographisch rechter Seite. Er entwässert das am Alpenhauptkamm gelegene Oberaartal, in welchem er zum Oberaarsee gestaut ist. Etwa vier Kilometer westlich des Grimselpasses mündet er in den Grimselsee, den ersten See an der Aare.
Der Quellbereich des Oberaarbachs liegt seit 2007 im Gebiet Schweizer Alpen Jungfrau-Aletsch des UNESCO-Weltnaturerbes. Sein ganzes Einzugsgebiet gehört zum Naturschutzgebiet Grimsel und ausserdem zum Landschaftsschutzgebiet «Berner Hochalpen und Aletsch-Bietschhorn-Gebiet (nördlicher Teil)» des Bundesinventars der Landschaften und Naturdenkmäler von nationaler Bedeutung (BLN).

## Geographie

### Verlauf
Die von Gletschern bedeckte Fläche des hohen Oberaartales ist mit rund fünf Kilometern Länge etwa gleich lang wie der offene Bachverlauf (inkl. Stausee). Das Hochgebirgstal erstreckt sich zwischen dem Aargrat im Süden und der Bergkette mit Scheuchzerhorn, Tierberg und Zinggenstock im Norden in ostnordöstlicher Richtung. Am oberen Talabschluss stehen das Oberaarhorn (3631 m ü. M.) und das Oberaarrothorn (3477 m ü. M.).
Von den Flanken des schmalen Tales ergiessen sich wenige kurze Seitenbäche in den Talboden, der im Bereich der ehemaligen Alpweiden eine ausgedehnte Hochebene bildete, bzw. heute in den Oberaarsee. Unterhalb der Staumauer fliesst das im Bachbett bleibende Restwasser durch ein steiles, tief eingeschnittenes Tal zum Grimselsee hinunter, während ein erheblicher Anteil des im Stausee gefassten Wassers durch unterirdische Stollen fortgeführt und in den Kavernenkraftwerken der Kraftwerke Oberhasli turbiniert wird und erst bei Handeck bzw. Innertkirchen den Talfluss wieder erreicht.
Der Abfluss des Baches wird somit weitgehend vom Kraftwerkbetrieb bestimmt.

### Einzugsgebiet
Das mit Einschluss der vergletscherten Bereiche etwa 20,5 km² grosse Einzugsgebiet des Oberaarbaches liegt in den Berner Alpen in der Nähe des Quellgebiets der Aare. Auf der Südseite stösst es am Aargrat an den Flussbereich der Rhone. Das Einzugsgebiet wird durch ihn über die Aare und den Rhein zur Nordsee entwässert.
Es besteht zu 99,8 % aus unproduktiven Flächen und seine mittlere Höhe beträgt 2721,2 m ü. M.

## Hydrologie
An der Mündung des Oberaarbachs in den Grimselsee beträgt seine modellierte mittlere Abflussmenge (MQ) 1,56 m³/s. Sein Abflussregimetyp ist a-glaciaire und seine Abflussvariabilität beträgt 13.

## Landschaftsgeschichte
Der Oberaarbach entspringt in historischer Zeit stets dem Oberaargletscher, der den oberen Teil des Bergtales bedeckt. Durch den Gletscherschwund bedingt, verändern sich die Lage des Gletschertors und deshalb die offen liegende Länge des Baches stetig. Der gletscherfreie Bereich des Oberaartales auf der Höhe von etwa 2270 m ü. M. bildete seit dem Mittelalter den westlichen Teil der Oberaaralp, deren östlicher Weidebereich sich rund um das Triebtenseeli erstreckte. Die Landschaft an diesem natürlichen Bergsee entwässert nicht zum Oberaarbach, sondern über den Triebtebach direkt zur Aare bzw. neu in den Grimselsee. Die Sennhütte der Oberaaralp stand auf einem Felssporn in der Nähe des Oberaarbaches an einer heute im Oberaarsee versunkenen Stelle.
Vor dem Bau des Grimselsees um 1930 mündete der Oberaarbach, der von der Oberaaralp aus durch ein steiles Tal zwischen dem Vorderen Zinggestock und der Bäregg gegen Norden fliesst, im Bereich der damaligen Unteraaralp auf etwa 1900 m ü. M. direkt in die Aare. Heute mündet er normalerweise in den Grimselsee und nur noch selten bei einem besonders tiefen Wasserstand in das dann wieder freiliegende Flussbett der Aare.
Mit dem Bau des künstlichen Stausees auf der Oberaaralp, dem Oberaarsee der Kraftwerke Oberhasli, um 1950 wurde der Bergbach auf dem grössten Teil seines Verlaufs aufgestaut. Der Standort des ehemaligen Sennereibetriebs ist heute im See versunken. Beim erstmaligen Befüllen nach dem Bau der 104 m hohen Staumauer überschwemmte der See noch die Gletscherzunge des Oberaargletschers, die sich rasch zu einer Abbruchfront am Wasser zurückbildete. Noch während einiger Jahrzehnte lag die zurückweichende Gletscherfront direkt am See, dessen Oberfläche stetig zunahm. Seit dem Ende des 20. Jahrhunderts liegt die zerfallende Gletscherzunge höher als die Seeoberfläche, und zwischen dem Gletscher und dem See erschien neu eine obere Strecke des Oberaarbaches, der nun wieder als Gletscherbach erscheint. Rund zwanzig Jahre später hatte dieses Stück des Bachbettes bereits eine Länge von etwa einem halben Kilometer, und der Bach fliesst über ein weites, aus Moränenmaterial gebildetes Gletschervorland zum See.

Oberaaralp mit Baustelle der Staumauer (1952)
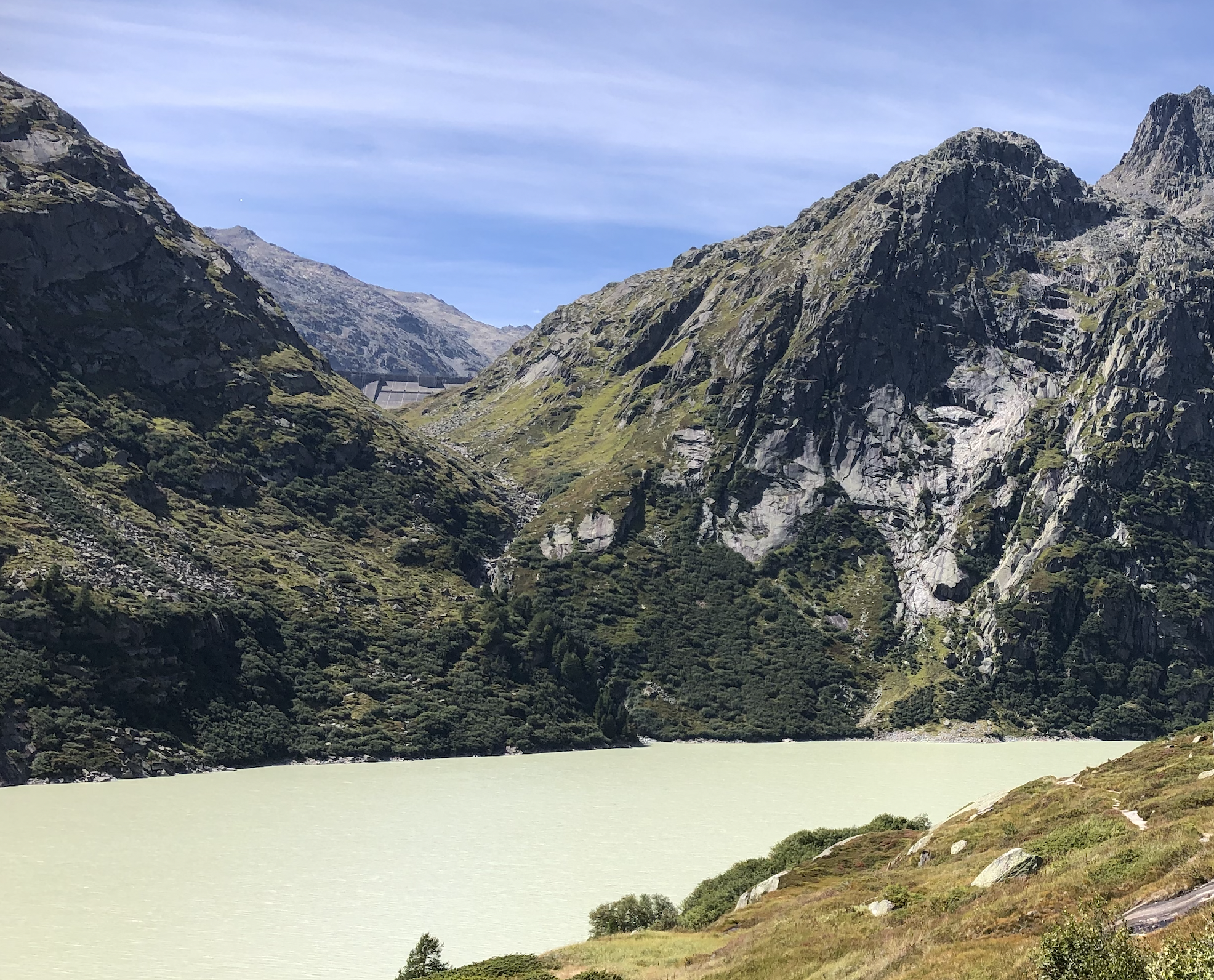
Unterlauf des Oberaarbachs von der Staumauer des Oberaarsees bis zum Grimselsee, von Norden